# Incursão no Oblast de Bryansk em 2023
Em 2 de março de 2023, as autoridades russas afirmaram que um grupo armado ucraniano atravessou a fronteira e atacou as aldeias de Lyubechane e Sushany, no Oblast de Bryansk. A Rússia afirmou que os atacantes dispararam contra um carro, matando dois civis, antes do Serviço Federal de Segurança os forçar a regressar à Ucrânia. A incursão foi reivindicada pelo Corpo de Voluntários Russos; um grupo paramilitar de cidadãos russos, baseado na Ucrânia, e que se opõe ao regime russo de Vladimir Putin. A Rússia classificou o incidente como um ataque terrorista e disse que os ataques com mísseis de 9 de março contra a Ucrânia foram uma retaliação. O governo da Ucrânia negou envolvimento; disse que o incidente poderia ter sido um ataque de bandeira falsa da Rússia para justificar a sua guerra em curso contra a Ucrânia, ou então um ataque de partidários anti-governamentais de dentro da Rússia.

## Antecedentes
Vários ataques no oeste da Rússia, principalmente nos oblasts de Bryansk, Kursk e Belgorod, foram relatados desde o início da invasão russa da Ucrânia, que começou em 24 de fevereiro de 2022. A Rússia acusou a Ucrânia de ser responsável por estes ataques. A Ucrânia não assumiu a responsabilidade pela maioria dos ataques e negou formalmente estar por trás de alguns deles.
No início de fevereiro de 2023, as autoridades do Oblast de Bryansk alegaram que estavam fortalecendo a fronteira com a Ucrânia. O governador do Oblast de Bryansk, Alexander Bogomaz, postou fotos de uma reunião com "comandantes do grupo que protege a fronteira" em seu canal Telegram, e afirmou que "o trabalho realizado na construção de estruturas de proteção e pontos fortes foi muito apreciado pelo comando do Forças Armadas Russas."

## A Incursão

### Relatórios russos iniciais
Em 2 de março de 2023, por volta das 11h30 MSK, Bogomaz informou que um grupo ucraniano de sabotagem e reconhecimento fez uma incursão em território russo, entrando na aldeia de Lyubechane, distrito de Klimovsky. Segundo ele, os sabotadores atiraram contra um carro em movimento, matando um adulto e deixando uma criança ferida. Foi relatado que o carro de passageiros transportava crianças para uma aula. Após este relatório inicial, a TASS informou, citando uma fonte policial, que o grupo tinha penetrado em duas aldeias, Lubechane e Sushany, e feito vários residentes como reféns. De acordo com a RFE/RL, um canal russo do Telegram que postava notícias locais informou que os moradores da área ouviram explosões e tiros.
Segundo a TASS, “membros da Rosgvardia entraram em confronto com os militantes”. Às 14h30, a TASS, citando testemunhas oculares, escreveu que os "sabotadores ucranianos" pararam de mostrar sinais de atividade e podem ter deixado o território russo. “Não há ninguém do grupo ucraniano no território da Federação Russa, todos partiram. Agora há uma busca, possivelmente, pelos combatentes restantes da VSU em nosso território”, disse uma das fontes da agência.

### Relatório russo oficial
O governo russo disse que um grupo de sabotagem ucraniano entrou na aldeia russa de Lyubechane e disparou contra civis num carro. O governador do Oblast de Bryansk, Alexander Bogomaz, disse que dois civis foram mortos e um menino de 11 anos ficou ferido. O Serviço Federal de Segurança (FSB) da Rússia disse que agiu em conjunto com os militares russos para “eliminar os nacionalistas ucranianos armados que violaram a fronteira do Estado”. Mais tarde, disse que os atacantes foram empurrados de volta para a Ucrânia "onde um ataque maciço de artilharia lhes foi infligido". Segundo o FSB, um grande número de dispositivos explosivos foi encontrado e a desminagem estava em andamento. O FSB não mencionou o relatório anterior sobre a tomada de reféns.

## Reivindicação de responsabilidade
A responsabilidade pelo ataque foi reivindicada pelo Corpo Voluntário Russo (RDK), um grupo armado de nacionalistas russos de extrema-direita e anti-governamentais que lutam pela Ucrânia.
Dois vídeos publicados online em 2 de março mostram homens armados em equipamento de combate que se autodenominam Corpo Voluntário Russo. Eles dizem que cruzaram a fronteira para combater “o sangrento regime Putinista e do Kremlin”. Descrevendo-se como "libertadores" russos, apelaram aos cidadãos à revolta contra o governo e negaram disparar contra civis. Um dos vídeos parece ter sido filmado fora da clínica médica de Lyubechane. De acordo com uma análise do think tank americano Instituto para o Estudo da Guerra, os usuários das redes sociais localizaram geograficamente um dos dois vídeos em Sushany.
O líder do RDK, Denis Kapustin, disse que o objetivo era expor o quão fracamente protegidas são as áreas fronteiriças da Rússia e inspirar a oposição armada contra os "usurpadores do Kremlin". Segundo ele, a força de ataque de 45 homens incluía insurgentes antigovernamentais baseados na Rússia, e agiu com o apoio da Ucrânia. No dia da operação, o site russo de jornalismo investigativo iStories publicou o relato de um membro do RDK sobre o evento; ele disse:

"Éramos 45 naquela missão. Entramos, filmamos e emboscamos dois BMP. Não vi nenhuma criança ferida. Mas houve um guarda de fronteira ferido. Nenhum refém foi feito."

## Consequências

### Reações
O presidente da Rússia, Vladimir Putin, disse num discurso televisionado que “terroristas” neonazistas ucranianos cruzaram a fronteira e atacaram civis. Putin disse que o ataque confirmou que a Rússia fez a coisa certa ao invadir a Ucrânia. "Eles não vão conseguir nada. Vamos esmagá-los", disse Putin, alegando que o grupo era composto por pessoas que queriam despojar a Rússia da sua história e língua. A Rússia trata oficialmente o evento como um ato de terrorismo e o Comitê de Investigação da Federação Russa iniciou uma investigação sobre terrorismo.
O governo e os militares ucranianos negaram a realização de um ataque transfronteiriço, e sugeriram que a Rússia poderia usar as alegações para justificar novos ataques à Ucrânia. Mykhailo Podolyak, conselheiro do Presidente da Ucrânia, escreveu no Twitter: “A história de um grupo de sabotagem ucraniano na Federação Russa é uma clássica provocação deliberada”. Ele disse que a Rússia “quer assustar seu povo para justificar o ataque a outro país e o aumento da pobreza após um ano de guerra”. Ele disse à Associated Press: “Isso foi feito pelos russos; a Ucrânia não tem nada a ver com isso”. Podolyak sugeriu que o ataque poderia ter sido realizado por um grupo antigovernamental dentro da Rússia, dizendo: “O movimento partisan na Federação Russa está ficando mais forte e mais agressivo”.
De acordo com uma reportagem do The New York Times, “oficiais de inteligência da Ucrânia tentaram retratar o incidente como evidência de divisões russas”; Andriy Cherniak, representante da Direção Principal de Inteligência da Ucrânia (GUR), foi citado como tendo dito: "Este é um sinal de que a Rússia não pode mais funcionar normalmente e isso leva à destruição interna". Separadamente, observou que o Corpo Voluntário Russo assumiu a responsabilidade e indicou que a Ucrânia não estava envolvida. Andriy Yusov, outro representante do GUR, sugeriu que a composição do grupo armado era um sinal de uma luta interna na Rússia e caracterizou o evento como um "confronto dentro da própria Federação Russa entre os cidadãos da Federação Russa".

### "Ataque retaliatório" russo
Em 9 de Março, a Rússia atacou a Ucrânia com cerca de 81 mísseis. Os militares ucranianos disseram que 34 mísseis foram abatidos, uma taxa inferior ao normal devido à mudança da Rússia para novas tecnologias. A Rússia alegou ter realizado um “ataque retaliatório massivo” como vingança. O ataque da Rússia incluiu o número sem precedentes de seis mísseis hipersônicos Kinzhal. As regiões de Kiev, Odessa e Kharkiv foram atingidas, deixando 40% dos civis em Kiev sem aquecimento e causando cortes de eletricidade em Odessa. Pelo menos cinco pessoas foram mortas nos ataques em Zolochiv, na região de Lviv, e um civil foi morto na região de Dnipro. O ataque danificou novamente o fornecimento de eletricidade à Central Nuclear de Zaporizhzhia, forçando-a a recorrer a geradores a diesel de emergência. Rafael Grossi, chefe da AIEA disse: "Cada vez é um lançar de dados. E se permitirmos que isso continue repetidas vezes, um dia a nossa sorte acabará".

### Outros eventos posteriores
Em 9 de março, foi divulgado um vídeo de alguns combatentes encapuzados e armados alegando ser contra "o regime de Putin" e incitando as pessoas a se juntarem a eles em frente à placa de entrada da aldeia de Plekhovo, no Oblast de Kursk, na Rússia. No final de maio, o RVC e outros grupos rebeldes aliados à Ucrânia começaram a fazer incursões maiores no Oblast de Belgorod, também na Rússia.